# Tachysphex obscuripennis
Tachysphex obscuripennis är en stekelart som först beskrevs av Schenck 1857.  Tachysphex obscuripennis ingår i släktet Tachysphex, och familjen Crabronidae. Arten är reproducerande i Sverige.